# Kosuke Matsuda
Kosuke Matsuda (松田 康佑 Matsuda Kosuke?), född 26 september 1986 i Tokyo prefektur, är en japansk fotbollsspelare.
Matsuda började sin karriär 2009 i YSCC Yokohama. Han spelade 194 ligamatcher för klubben.